# Koudum
Koudum  è un villaggio di circa 2.300-2.400 abitanti del nord-est dei Paesi Bassi, facente parte della provincia della Frisia e situato all'interno della Nationaal Landschap Zuidwest Friesland. Dal punto di vista amministrativo, si tratta di una frazione del comune di Súdwest-Fryslân; precedentemente, ha fatto parte (fino al 1983) della municipalità di Hemelumer Oldeferd, di cui era il capoluogo,  e, in seguito (fino al 2010), della municipalità di Nijefurd.

## Etimologia
Il toponimo Koudum, attestato anticamente come Coluuidum/Kolwidum (X secolo, Coldum (1325), Koldem (1397), Koldum (1467), Coudum (1512), deriva forse dalla combinazione dei termini antico frisoni col, che significa "carbone di legno", e widum, dativo plurale di widu, wede, "bosco".

## Geografia fisica

### Collocazione
Koudum si trova nella parte centrale della Nationaal Landschap Zuidwest Friesland, ad est/sud-ovest del lago Fluessen e tra le località di Hindeloopen e Stavoren (rispettivamente a sud-est della prima e a nord-est della seconda).

### Suddivisione amministrativa
Buurtschappen.
- Galamadammen
- Groote Wiske

Un tempo faceva parte del villaggio anche la buurtschap di Bovenburen..

## Società

### Evoluzione demografica
Nel 2011 Koudum contava una popolazione stimata di 2.260 abitanti.
La località ha conosciuto quindi un lieve decremento demografico rispetto al 2008, quando la popolazione stimata era di 2.280 abitanti, e rispetto al 2001, quando la popolazione censita era di 2.860 abitanti.

## Storia
Il villaggio è menzionato per la prima volta come Coluuidum/Kolwidum nel X secolo nel registro del monastero di Werden, in Germania.
Nel 2006 Koudum fu il primo villaggio olandese ad aggiudicarsi il premio dell'organizzazione europea Arge.

## Monumenti e luoghi d'interesse
Koudum vanta 5 edifici classificati come rijksmonumenten

### Mulino De Vlijt
Tra i principali edifici di Koudum figura il mulino De Vlijt, un mulino a vento risalente al 1775.
|  |